# Rudasbad
Het Rudasbad (Hongaars: Rudas Gyógyfürdő és Uszoda; Nederlands: Rudas thermaalbad en zwembad) is een van de vele kuurbaden in Boedapest. Het is een van de oudste nog bestaande badhuizen. Een deel van het gebouw stamt uit de tijd van de Ottomaanse overheersing.
Tijdens de Ottomaanse overheersing heette het badhuis 'het badhuis met de groene pilaren' ( Turks: yeşil direkli ılıca). Het destijds geldende Ottomaanse woord voor badhuis was: ilidja. Pas in 1797 krijgt het badhuis de huidige naam. Over waar deze naam vanaf geleid is, is men het niet eens. Eén verklaring is dat de naam afgeleid is van het Hongaarse woord 'rud' dat onder meer de boom aanduidt waarmee de veerpont vanuit Pest voortbewogen werd. Logischer lijkt het dat de naam uit het oud-Slavisch komt: Rudna ilidja, oftewel: mineraalbad. Ten slotte werd de wijk waarin dit badhuis staat, destijds vooral bewoond door uit de Balkan afkomstige vluchtelingen.
Ook de geschiedenis van het badhuis zelf is niet geheel duidelijk. Wellicht was op deze plek al een bad voordat de Ottomanen hier kwamen. Voor de Ottomaanse bezetting behoorde het landgoed aan de aartsbisschop van Kalocsa die mogelijk op deze plek een bad liet bouwen. Zeker is dat de Ottomanen hier een bad hebben gebouwd. In 1541 komt Boeda in handen van de Ottomanen. Onder leiding van Pasja Arslan wordt met de bouw van verschillende Turkse baden begonnen omstreeks 1566. Onder leiding van zijn opvolger, Pasja Sokoli Mustafa, komt het gebouw gereed in 1570. 
Nadat de Ottomanen in 1686 verdreven zijn uit de stad, vervalt het eigendom aan keizer Leopold I van het Habsburgse rijk, de nieuwe bezetters van Hongarije, die het al in 1690 aan de stad geeft. Daarmee is het Rudasbad het eerste bad in eigendom van de stad zelf.
Tussen 1829 en 1831, verkrijgt het bad de huidige neoklassieke vorm, na een heftige brand in 1810 in dit deel van de stad. Het oude, Ottomaanse deel, wordt bewaard.